# فرانكو لوبوس
فرانكو لوبوس (بالإسبانية: Franco Lobos)‏ (22 فبراير 1999 بسانتياغو في تشيلي - ) هو مدرب كرة قدم ولاعب كرة قدم تشيلي في مركز الهجوم. لعب مع نادي أونيفرسيداد دي تشيلي.

## وصلات خارجية
- فرانكو لوبوس على موقع قاعدة بيانات كرة القدم.إي يو (الإنجليزية)
- فرانكو لوبوس على موقع Soccerway.com (الإنجليزية)
- فرانكو لوبوس على موقع AS.com (الإسبانية)